# Juan Ignacio Ducasse
Juan Ignacio Ducasse Izuibejeres (Montevideo, 2 de septiembre de 1998) es un jugador de baloncesto uruguayo. Con 2.08 m de estatura, se desempeña como alero.

## Trayectoria
Surgido de la cantera de Trouville, Ducasse debutó en la Liga Uruguaya de Básquetbol durante la temporada 2015-16. Luego de ello partió a los Estados Unidos, donde asistió un año a la Sunrise Christian Academy y un año a la Lee Academy, jugando en sus respectivos equipos de baloncesto. 
En 2018 recibió una beca para jugar en los Broncos, el equipo de baloncesto de la Universidad de Santa Clara que compite en la West Coast Conference de la División I de la NCAA. En sus dos años en el baloncesto universitario estadounidense jugó 23 partidos en los que promedió 1.1 puntos y 1.7 rebotes por encuentro. 
Retornó a Trouville en 2021. Posteriormente pasó a Hispano Americano de la Liga Nacional de Básquet de Argentina, club que terminó perdiendo la categoría. 
En julio de 2022 acordó su incorporación a Hebraica y Macabi, para disputar el torneo de la Liga Uruguaya de Básquetbol. Allí jugó durante dos temporadas, obteniendo el título en 2023.
En octubre de 2024 se unió a Biguá.
En julio de 2025 fue fichado por Unión Atlética.

### Clubes
| Club              | País      | Año             |
| ----------------- | --------- | --------------- |
| Trouville         | Uruguay   | 2015 - 2016     |
| Trouville         | Uruguay   | 2021            |
| Hispano Americano | Argentina | 2021 - 2022     |
| Hebraica y Macabi | Uruguay   | 2022 - 2024     |
| Biguá             | Uruguay   | 2024 - 2025     |
| Unión Atlética    | Uruguay   | 2025 - Presente |

## Selección nacional
Ducasse disputó el Campeonato Sudamericano de Baloncesto Sub-17 de 2015, donde su equipo terminado ubicado en el sexto puesto.
Hizo su debut con la selección mayor en el Campeonato Sudamericano de Baloncesto de 2016, obteniendo la medalla de bronce de la competición. 
Posteriormente estuvo presente en el Campeonato FIBA Américas de 2017 y el Torneo Preolímpico FIBA 2020. 